# Stixwould and Woodhall
Pour les articles homonymes, voir Woodhall.
Stixwould and Woodhall est une paroisse civile du Lincolnshire, en Angleterre. Il comprend les villages de Stixwould et de Old Woodhall ou Woodhall.